# Elodina leefmansi
Elodina leefmansi is een vlindersoort uit de familie van de Pieridae (witjes), onderfamilie Pierinae.
Elodina leefmansi werd in 1933 beschreven door Kalis.